# Hippocampus ingens
L'hippocampe du Pacifique, aussi connu sous le nom d'hippocampe géant (Hippocampus ingens) est la seule espèce d'hippocampe que l'on retrouve dans l'est de l'Océan Pacifique.

## Description et caractéristiques
Espèce
Statut de conservation UICN

 VU A2cd+4cd : Vulnérable
Statut CITES
Adultes, les hippocampes géants mesurent généralement entre 12 et 19 cm et peuvent atteindre jusqu’à 30 cm de long. Ils peuvent être de couleurs très variées : brun, marron/rouge, jaune, gris, et vert. La majorité de leur corps est tacheté de brun, et recouvert de taches sombres et blanches. Ces hippocampes sont couverts de stries longitudinales sur tout le corps. Au sommet de leur tête se trouve une structure osseuse, appelée couronne, ornée de 5 petites taches. Leur museau est allongé. 
Les hippocampes géants ont également de fines marques claires autour des yeux. Les mâles se distinguent des femelles par leur quille proéminente, de plus, les femelles sexuellement matures ont souvent une tache sombre située sur la nageoire anale. Les hippocampes ont la capacité de changer la couleur de leur corps en fonction de leur environnement. L’hippocampe du Pacifique vit généralement entre 3  et   5 ans, dépendant des conditions de son milieu.
L’hippocampe géant partage certains traits communs à tous les hippocampes, comme le fait d’avoir une queue préhensile utilisée pour l’ancrage, une peau au lieu d’écailles, un tube digestif sans estomac distinct, une absence de dents, et la capacité de mouvoir chaque œil indépendamment de l'autre.
Cette espèce semble être plutôt solitaire, ne migre pas et est nocturne.

## Distribution et habitat
On le trouve le long de la côte de l'océan Pacifique est,,,. En Colombie, Costa Rica, Équateur, Salvador, Guatemala, Mexique, Panama, Pérou et États-Unis.

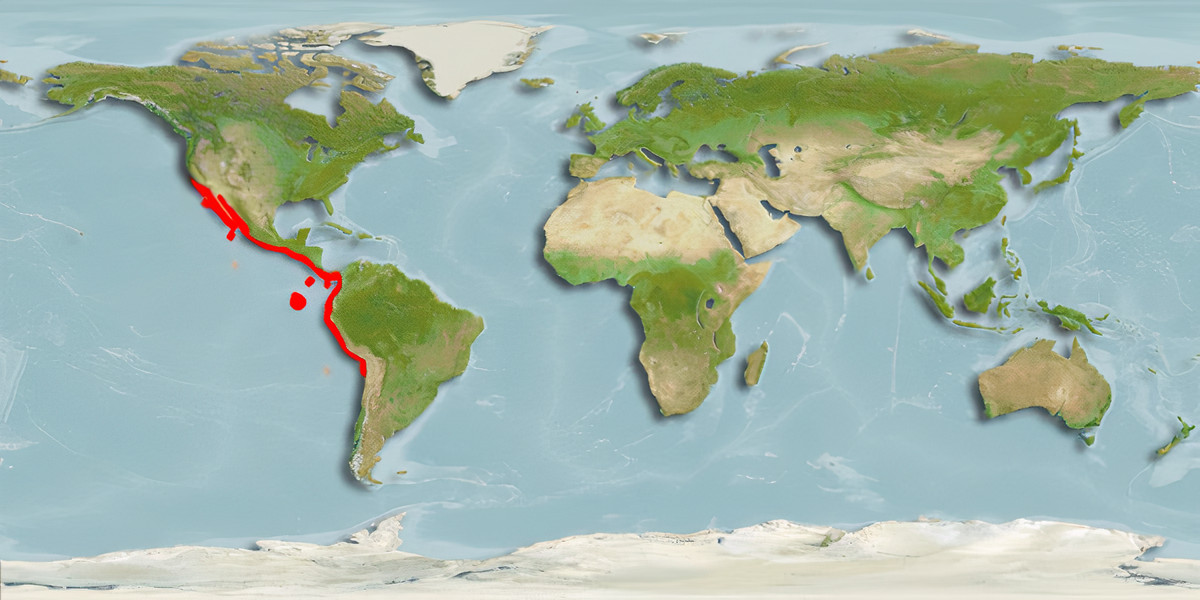
Aire de répartition de l'hippocampe géant.

Les hippocampes géants se trouvent dans les récifs de corail, généralement entre 1  et   20 mètres de profondeur, mais peuvent aller jusque 60 mètres maximum,,.Leurs différents habitats comprennent des mangroves, des herbiers marins, des récifs rocheux, des récifs coralliens, et des éponges.Ils ont pour habitude d’enrouler leur queue autour des arbres de corail noir, des branches de coraux, des brins d’herbes marines, des branches de gorgones et des fouets de mer afin de se camoufler des prédateurs,,.

## Alimentation
L'hippocampe géant se nourrit de petits crustacés et de zooplancton. Il mange des Artémies et des mysidacés, des crustacés semblables à des crevettes très riches en protéines et en lipides. Les juvéniles peuvent consommer du phytoplancton. Les hippocampes se nourrissent en aspirant la nourriture à travers leur museau tubulaire, leur absence de dent les empêchant de faire autrement.

## Reproduction

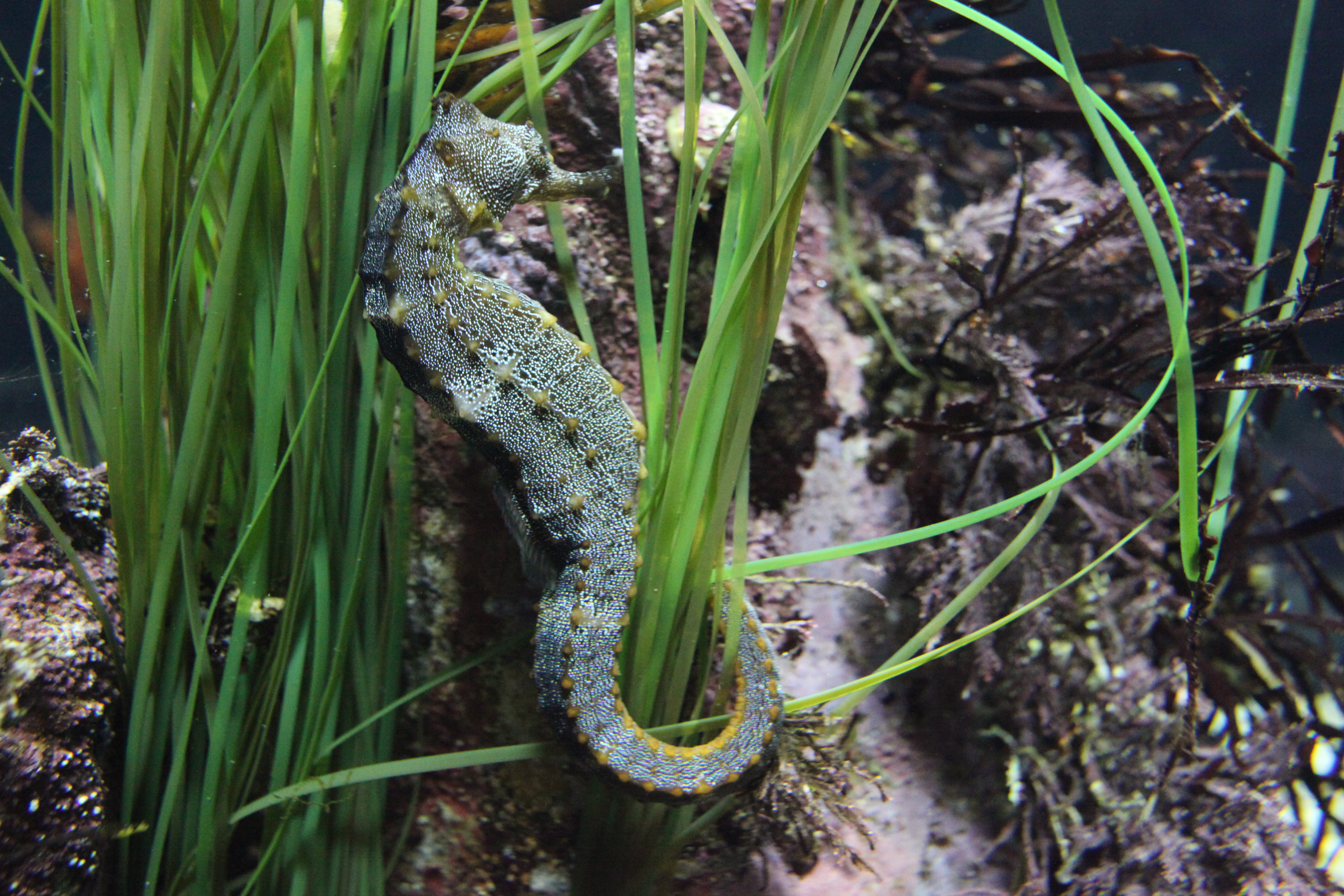
Hippocampe du Pacifique s'accrochant dans la zostère.

Comme de nombreuses espèces dans le règne animal, ce sont les mâles qui se disputent les femelles, et ce bien que ce soient les mâles qui portent les œufs. Les mâles peuvent se montrer agressifs les uns envers les autres, en se donnant des coups de tête et de queue. Une fois que le couple s’est trouvé, tous deux se frottent la tête ensemble, entrelacent leur queue et font une danse. Ce comportement dure trois jours. A la fin de ces trois jours, la femelle dépose les œufs dans la poche du mâle à l’aide de son ovipositeur. Le mâle gardera la couvée dans sa poche durant 14 ou 15 jours, selon la température de l’eau. Il a été observé que la taille des couvées peut aller jusque 2 000 larves. On n’observe pas de saison de reproduction, il semblerait donc que cet hippocampe se reproduise toute l’année. Les œufs sont lisses, en forme de poires, et jaunâtres. Les juvéniles sont généralement relâchés durant les marées hautes afin de maximiser leurs chances de trouver de la nourriture, et l’expulsion peut durer parfois jusqu’à plusieurs heures,,,.

## Développement
Les jeunes H. ingens, une fois expulsés, sont indépendants de leur parent, mesurant environ 9 mm durant les deux premiers mois. Les mâles atteignent leur maturité à 5,4 cm de long. Lorsque la maturité sexuelle des femelles est atteinte, elles développent généralement une tâche sombre sous la nageoire anale. En captivité, il a été observé que des hippocampes géants se reproduisaient dès l’âge de 3 mois. Cependant, la couvée à cet âge est assez petite, et les mâles échouent souvent lors de la parade nuptiale. Les reproductions réussies se font généralement vers l’âge de 6 mois,.

## Prédateurs et parasites
Les juvéniles sont davantage exposés à la prédation que les adultes. Cette espèce d’hippocampe parvient à diminuer les risques de prédation grâce à sa capacité à se camoufler. Ils peuvent être la source alimentaire de grands poissons, et peuvent également être l’hôte de parasites et victimes d’infections fongiques.
L’être humain est aussi un prédateur redoutable de cette espèce d’hippocampe, très recherché en aquariophile. 

## En captivité
Les exigences pour les réservoirs restent similaires aux autres espèces d’hippocampes, mais la température est inférieure à celle des hippocampes indopacifiques ou tropicaux. On recommande d’utiliser un réservoir profond (de plus d’1m de profondeur) et la température de l’eau doit se situer entre 15 et 25 °C.

## Communication
Il est difficile de savoir comment ces espèces communiquent. Ce sont des poissons osseux donc leur système de lignes latérales est capable de déterminer la pression et les mouvements de l’eau autour d’eux. Ils peuvent utiliser l’ouïe pour distinguer les cliquetis produits par des couples lors de l’accouplement, et utilisent la vue pour détecter leur proie ainsi que pendant la parade nuptiale. Enfin, ils peuvent utilisent l’odorat pour repérer les produits chimiques dissous éventuellement présents dans l’eau.

## Intérêt pour les humains
Les hippocampes géants sont importants dans le commerce international pour l'aquariophilie. Comme les autres hippocampes, ils sont également utilisés dans la médecine traditionnelle chinoise. Ces utilisations ont entrainé un déclin important des populations,.

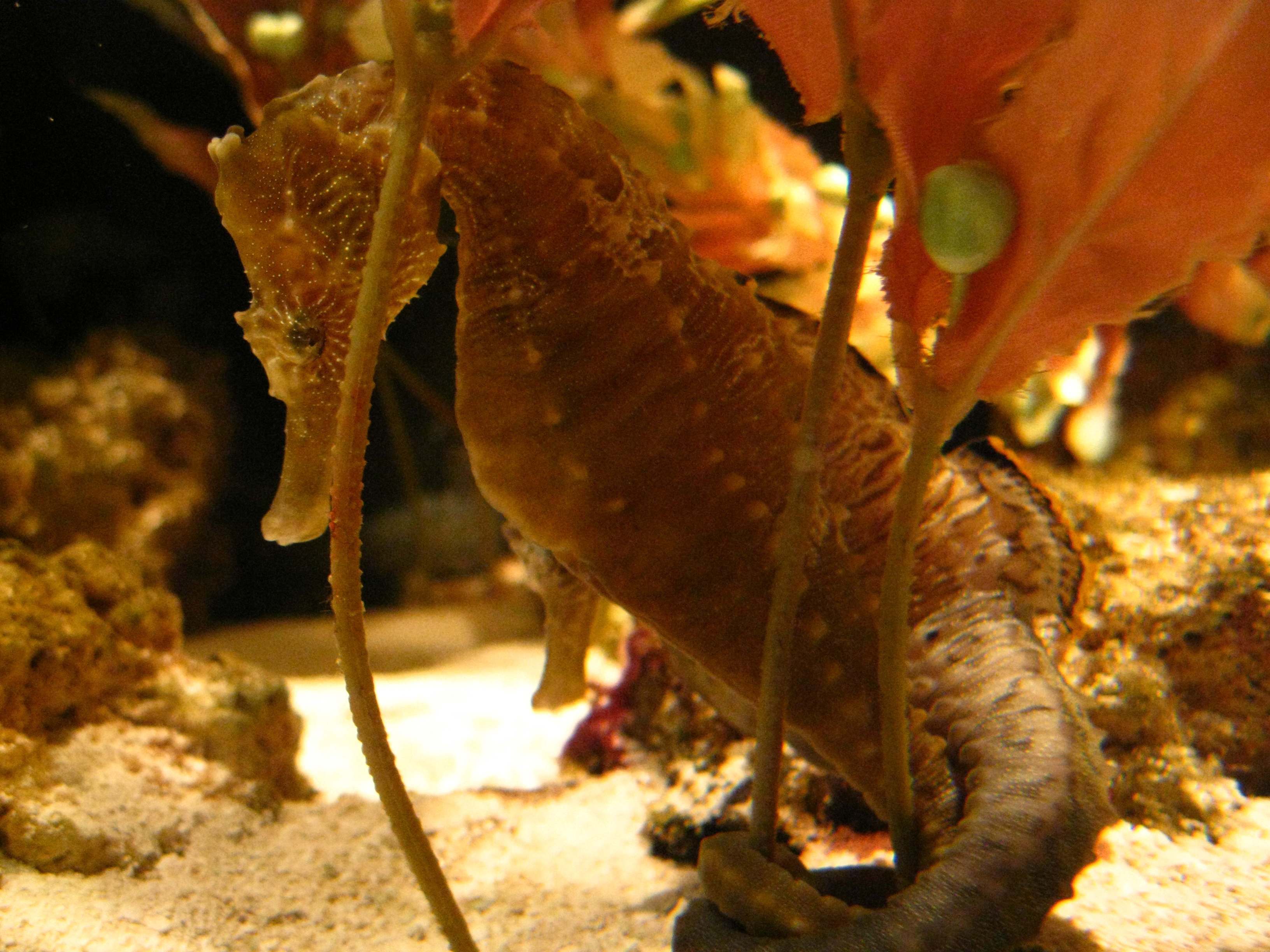
Hippocampe du Pacifique dans un aquarium.

## Statut de conservation
Les populations d’hippocampes géants sont en diminution depuis plusieurs années, plus précisément de 50% des effectifs entre 2007 et 2012. Ceci est principalement dû à la destruction de leur habitat et à la surpêche. Chaque année, des milliers d’hippocampes géants sont accidentellement capturés par les pêcheurs de crevettes. Le Mexique et le Pérou sont les plus gros exportateurs d’hippocampes du Pacifique, avec plus d’une tonne sèche d’hippocampe du Pacifique vendue par an.
Ils sont classés comme vulnérables selon la liste rouge de l’UICN des espèces menacées. Au Mexique les hippocampes géants sont soumis à une protection spéciale et les pêcheurs ne peuvent pas capturer de manière volontaire ces animaux. Au Panama, l’espèce est inscrite comme protégée dans un mandat de gestion des récifs coralliens. Il est également sous protection CITES au niveau II comme l’ensemble du genre hippocampus.